# Широков Роман Миколайович
Рома́н Микола́йович Широ́ков (нар. 6 липня 1981, м. Дєдовськ, Московська область, РРФСР) — російський футболіст. Виступає на позиціях захисника та півзахисника за санкт-петербурзький «Зеніт» та збірну Росії. Заслужений майстер спорту Росії (2008). Путініст, публічно підтримав напад росії на Україну.

## Біографія

### Клубна кар'єра
Народився у підмосковному Дєдовську. Футболом почав займатися у спортивній школі столичного ЦСКА, проте далі дублюючого складу пробитися так і не зміг — завадило несерйозне ставлення до справи. Через це Роману довелося проходити військову службу. Як він сам же зазначив у інтерв'ю одному з російських видань — між тренуваннями доводилося фарбувати паркани.

Після армійського етапу кар'єри Широков спробував свої сили у «Торпедо-ЗИЛ», однак у вищому дивізіоні провів всього одну гру та залишив команду, продовживши виступи на любительському рівні, захищаючи кольори клубу «Істра».

А дорогу у великий футбол роману відкрив В'ячеслав Комаров, який узяв хлопця до команди «Видне», що виступала тоді у другому дивізіоні. Тренер впевнено заявив, що через рік футболіст буде виступати у клубі прем'єр-ліги і, зрештою, так і сталося. Впевненою грою у підмосковному клубі Широков привернув до себе увагу столичного «Динамо». Зарекомендувавши себе якнайкраще на тренувальному зборі динамівців, Роман розраховував на підписання контракту, проте Олег Романцев, що саме приймав керування клубом, вирішив не поспішати і відкласти підписання угоди на пізніший строк. Широков, не бажаючи знаходитись у підвішеному становищі, пристав на пропозицію раменського «Сатурна», з яким і уклав контракт на подальші виступи.

Під керівництвом Олександра Тарханова Роман провів досить непоганий сезон, відігравши у 18 матчах та тричі вразивши ворота суперників. Однак у нового керманича підмосковного клубу були інші погляди на комплектування складу, тож Широков вимушений був шукати собі нове місце роботи.

Наступною зупинкою став «Рубін». Курбан Бердиєв, якось побачивши хавбека у справі, спитав у оточуючих: а це що за аргентинець? Але надії закріпитися нарешті в якій-небудь команді прем'єр-ліги знову не виправдалися: провівши 4 матчі, Широков отримав травму, а після одужання його не взяли на збір казанців під час ЧС-2006. При цьому заявили, незважаючи на діючий трирічний контракт: виселяйся з квартири.

Взимку 2007 року Роман займався індивідуально з фахівцем з фізпідготовки Леонідом Бартеневим — колишнім легкоатлетом-спринтером, призером двох Олімпіад та заслуженим тренером СРСР. Оглядини у «Амкарі» виявилися невдалими, проте за кілька днів до закінчення заявочної кампанії контракт з футболістом погодився підписати генеральний директор «Хімок» Михайло Щеглов. Без яких-небудь переглядів з боку тренера — на свій страх і ризик. І не прогадав — Широков одразу ж став гравцем основного складу.

Безумовно, футболіст був вдячний «Хімкам» за довіру, однак розумів, що час виходити на новий рівень, тож 26 листопада 2007 року підписав контракт із санкт-петербурзьким «Зенітом» терміном на 4 роки. Дік Адвокат на зборах перекваліфікував Широкова в захисники, де той відчув себе на диво комфортно. Перший же сезон виявився для футболіста фантастичним — перемоги у Кубку УЄФА та Суперкубку Європи стали першими трофеями Романа у професійній кар'єрі, проте за значимістю могли перекрити з десяток інших титулів.

У серпні 2009 року мав місце короткостроковий конфлікт в «Зеніті» між Широковим і воротарем команди В'ячеславом Малафєєвим, причиною якого нібито став пропущений воротарем м'яч. З інтерв'ю гравців конфлікт став надбанням засобів масової інформації. Після низки взаємних уїдливих заяв, гравці зрозуміли, що конфлікт не може мати продовження і заявили, що його вичерпано.

Наступний рік знову додав трофеїв до колекції Романа — слідом за європейськими кубками у ній опинився Кубок Росії та золоті медалі чемпіонату. 

У вересні 2011 року, після двох забитих голів у ворота Порту, Широкова було визнано найкращим гравцем туру Ліги чемпіонів.

### Виступи у збірній
Дебютував у збірній 26 березня 2008 року у товариській грі з командою Румунії (0:3).

10 червня 2008, під час матчу групового етапу Чемпіонату Європи 2008 між командами Росії та Іспанії, спортивний коментатор Віктор Гусєв сказав: «Широков — гравець не рівня збірної», вважаючи саме Романа винуватцем всіх пропущених м'ячів від збірної Іспанії. Спочатку з Гусєвим в цьому був згоден багато хто з російського футбольного співтовариства: поразка збірної Росії з таким великим рахунком пояснювалося ними як наслідок провальної гри центральних захисників Широкова і Колодіна. 26 червня 2008, у півфіналі Чемпіонату Європи, російська збірна зустрілася з іспанською командою ще раз. У тій грі ні Колодін, ні Широков участі не узяли, а збірна Росії поступилася іспанцям 0:3. Після другої поразки від іспанців думка футбольних експертів щодо виключної провини центральних захисників пом'якшала. Відразу після закінчення Чемпіонату Європи Роман Широков в одному з інтерв'ю дав пояснення того, що трапилося у матчі з іспанцями, а Віктор Гусєв приніс йому свої вибачення, які гравець однак не прийняв.

Після Євро-2008 Гіддінк більше не викликав Широкова до збірної, в результаті чого зенітовець пропустив цілий відбірковий цикл до ЧС-2010. Повернення Романа до головної команди країни відбулося при Адвокаті у 2010 році в товариському матчі проти Болгарії, де гравець відзначився своїм дебютним голом за Росію.
| 01. | 26.03.2008 | Румунія            | «Стяуа», Бухарест                 | Румунія — Росія            | 3-0 | Товариський матч         |     |     |  |
| 02. | 23.05.2008 | Росія              | «Локомотив», Москва               | Росія — Казахстан          | 6-0 | Товариський матч         |     |     |  |
| 03. | 28.05.2008 | Німеччина          | «Вакер-Шпортпарк», Бургхаузен     | Сербія — Росія             | 1-2 | Товариський матч         |     |     |  |
| 04. | 04.06.2008 | Німеччина          | «Вакер-Шпортпарк», Бургхаузен     | Литва — Росія              | 1-4 | Товариський матч         |     |     |  |
| 05. | 10.06.2008 | Австрія            | «Тіволі Ной», Інсбрук             | Іспанія — Росія            | 4-1 | Чемпіонат Європи 2008    |     |     |  |
| 06. | 11.08.2010 | Росія              | «Петровський», Санкт-Петербург    | Росія — Болгарія           | 1-0 | Товариський матч         | 6'  |     |  |
| 07. | 03.09.2010 | Андорра            | Міський стадіон, Андорра-ла-Велья | Андорра — Росія            | 0-2 | Відбірковий матч ЧЄ-2012 |     |     |  |
| 08. | 07.09.2010 | Росія              | «Локомотив», Москва               | Росія — Словаччина         | 0-1 | Відбірковий матч ЧЄ-2012 |     |     |  |
| 09. | 08.10.2010 | Ірландія           | «Авіва», Дублін                   | Ірландія — Росія           | 2-3 | Відбірковий матч ЧЄ-2012 | 50' |     |  |
| 10. | 12.10.2010 | Північна Македонія | «Філіпп II Македонський», Скоп'є  | Македонія — Росія          | 0-1 | Відбірковий матч ЧЄ-2012 |     |     |  |
| 11. | 17.11.2010 | Росія              | Центральний стадіон, Воронеж      | Росія — Бельгія            | 0-2 | Товариський матч         |     |     |  |
| 12. | 26.03.2011 | Вірменія           | республіканський стадіон, Єреван  | Вірменія — Росія           | 0-0 | Відбірковий матч ЧЄ-2012 |     |     |  |
| 13. | 29.03.2011 | Катар              | «Аль-Садд», Доха                  | Катар — Росія              | 1-1 | Товариський матч         |     |     |  |
| 14. | 10.08.2011 | Росія              | «Локомотив», Москва               | Росія — Сербія             | 1-0 | Товариський матч         |     |     |  |
| 15. | 02.09.2011 | Росія              | «Лужники», Москва                 | Росія — Північна Македонія | 1-0 | Відбірковий матч ЧЄ-2012 |     | 71' |  |
| 16. | 06.09.2011 | Росія              | «Лужники», Москва                 | Росія — Ірландія           | 0-0 | Відбірковий матч ЧЄ-2012 |     |     |  |
| 17. | 07.10.2011 | Словаччина         | «Под дубнем», Жиліна              | Словаччина — Росія         | 0-1 | Відбірковий матч ЧЄ-2012 |     |     |  |
| 18. | 11.11.2011 | Греція             | «Георгіос Караїскакіс», Пірей     | Греція — Росія             | 1-1 | Товариський матч         | 2'  | 83' |  |
| 19. | 29.02.2012 | Данія              | «Паркен», Копенгаген              | Данія — Росія              | 0-2 | Товариський матч         | 4'  |     |  |
| 20. | 25.05.2012 | Росія              | «Локомотив», Москва               | Росія — Уругвай            | 1-1 | Товариський матч         |     |     |  |

## Досягнення
Клубні трофеї
- Чемпіон Росії (3):

«Зеніт»: 2010, 2011-12
ЦСКА: 2015-16
- Володар Кубка Росії (1):

«Зеніт»: 2009-10
- Володар Суперкубка Росії (2):

«Зеніт»: 2008, 2011
- Володар Кубка УЄФА (1):

«Зеніт»: 2007-08
- Володар Суперкубка УЄФА (1):

«Зеніт»: 2008
Досягнення у збірній
- Бронзовий призер чемпіонату Європи (2008)

Особисті здобутки
- Заслужений майстер спорту Росії (2008)[6]
- У списках «33 найкращих гравців чемпіонату Росії» (1): № 2 (2010)

## Цікаві факти
- Після нічиєї у матчі з Вірменією журналіст Володимир Соловйов написав футболісту у twitter'і «Скільки вони ще будуть нас ганьбити? Збірна Росії зіграла внічию з Вірменією у відбірковому матчі Євро-2012», після чого розпочалося тривале з'ясування стосунків у мережі[7].
- Перед грою чемпіонату Росії сезону 2011/2012 років зі «Спартаком» Широков заявив: «Для нас „Спартак“ взагалі не суперник!!!», а після перемоги над московським клубом написав: «Всіх „хрюшок“ із заслуженою поразкою»[8].
- 7 жовтня, після гостьової перемоги над Словаччиною у відбірковому раунді Євро-2012, Роман назвав команду суперників «колгоспом»[9].
- Після матчу з кіпрським клубом АПОЕЛ назвав дебілами уболівальників петербурзького клубу, які палили фаєри під час гри п'ятого туру групового етапу Ліги чемпіонів 2011/12[10].
- 10 серпня 2020 року побив суддю у любительському медіа-турнірі з футболу "Московський кубок селебріті"

## Сім'я
Одружений, має сина Ігора, що народився 26 серпня 2008 року.